# فابريس أوندوا
جوزيف فابريس أوندوا إيبوغو (بالفرنسية: Fabrice Ondoa)‏ (مواليد 24 ديسمبر 1995) هو لاعب كرة قدم كاميروني يلعب حاليًا لصالح نادي برشلونة ب.

## إحصائيات

### النادي
آخر تحديث 15 يناير 2015.
| النادي        | الموسم        | الدوري | الدوري  | الكأس  | الكأس   | أوروبا | أوروبا  | أخرى   | أخرى    | المجموع | المجموع |
| النادي        | الموسم        | الظهور | الأهداف | الظهور | الأهداف | الظهور | الأهداف | الظهور | الأهداف | الظهور  | الأهداف |
| ------------- | ------------- | ------ | ------- | ------ | ------- | ------ | ------- | ------ | ------- | ------- | ------- |
| برشلونة ب     |               |        |         |        |         |        |         |        |         |         |         |
| 2014–15       | 0             | 0      | —       | —      | —       | —      | —       | —      | 0       | 0       |         |
| المجموع       | 0             | 0      | —       | —      | —       | —      | —       | —      | 0       | 0       |         |
| المجموع الكلي | المجموع الكلي | 0      | 0       | —      | —       | —      | —       | —      | —       | 0       | 0       |

### المنتخب
آخر تحديث 2 فبراير 2015.
| الكاميرون | الكاميرون | الكاميرون | الكاميرون |
| السنة     | الظهور    | الأهداف   |           |
| --------- | --------- | --------- | --------- |
| 2014      | 6         | 0         |           |
| 2015      | 5         | 0         |           |
| المجموع   | 11        | 0         |           |

## ألقاب
برشلونة للشباب
- دوري أبطال أوروبا للشباب: 2013–14[3]

## روابط خارجية
- فابريس أوندوا على موقع الاتحاد الدولي (مؤرشف)  (الإنجليزية)
- فابريس أوندوا على موقع قاعدة بيانات كرة القدم.إي يو (الإنجليزية)
- فابريس أوندوا على موقع ليكيب (الفرنسية)
- فابريس أوندوا على موقع ناشيونال فوتبول تيمز (الإنجليزية)
- فابريس أوندوا على موقع Soccerbase.com (لاعب) (الإنجليزية)
- فابريس أوندوا على موقع Soccerway.com (الإنجليزية)
- فابريس أوندوا على موقع عالم كرة القدم.نت (الإنجليزية)
- فابريس أوندوا على موقع AS.com (الإسبانية)
- صفحة اللاعب على موقع نادي برشلونة (بالإسبانية)
- صفحة اللاعب على BDFutbol